# Hayao Miyazaki
Hayao Miyazaki (宮崎 駿 Miyazaki Hayao?,  Bunkyō, Tokio; 5 de enero de 1941) es un director de cine de animación, animador, ilustrador, empresario, mangaka y productor de anime japonés, de renombre internacional y con una carrera de cinco décadas. Junto con Isao Takahata fundó Studio Ghibli, un estudio de películas y animación. Es comparado por muchos con Walt Disney, Steven Spielberg u Orson Welles.
Entre sus filmes de animación más populares se hallan títulos como El viaje de Chihiro (que rebasó los ingresos en taquillas de Japón y superó el éxito obtenido por Titanic, también obtuvo el premio como Película del Año (2001) en los Premios de la Academia de Japón, y fue la primera película de animación tradicional en ganar un Premio Óscar), El chico y la garza (que rompió records de taquilla mundialmente y se volvió la tercera película de anime más taquillera de todos los tiempos en Estados Unidos, fue la primera película de anime, extranjera y de animación tradicional en ganar un Globo de Oro y el BAFTA en la categoría de animación, también ganó un Premio Óscar), La princesa Mononoke (la primera película animada en ganar la categoría de Película del Año en los Premios de la Academia Japonesa y, por breve tiempo, la más taquillera en Japón, hasta que fue eclipsada por Titanic el mismo año), Mi vecino Totoro, El castillo ambulante o Ponyo en el acantilado. Sus películas hablan de la relación de la humanidad con la naturaleza, la tecnología y la dificultad de mantener una ética pacifista. En dos de sus primeros filmes, El castillo de Cagliostro y El castillo en el cielo, se presentan villanos tradicionales, mientras que en otros, como Nausicaä y La princesa Mononoke, existen antagonistas moralmente ambiguos con características positivas. Coescribió Karigurashi no Arriety y La colina de las amapolas.
En el 2002, el crítico cinematográfico Roger Ebert sugirió que Miyazaki podría ser el mejor creador de películas de animación de la historia, y alabó la profundidad y nivel artístico de sus creaciones. El 1 de septiembre de 2013, Studio Ghibli anunció a través de un comunicado del presidente de la compañía, Kōji Koshino, que su película Kaze Tachinu (estrenada en Japón el 20 de julio de 2013) sería su último largometraje, y que se retiraría como director de proyectos de animación. Sin embargo, el 25 de febrero de 2017, Studio Ghibli confirmó oficialmente el regreso de Miyazaki como director y el 10 de agosto de ese mismo año, el estudio reabrió sus puertas. Con la película Kimitachi wa Dō Ikiru ka, cuyo estreno en Japón y en gran parte del mundo se llevó a cabo durante el año 2023, Miyazaki regresó oficialmente a su puesto de director. Tras el estreno mundial de la película, el productor Toshio Suzuki confesó que Miyazaki ya estaba trabajando en una nueva película para el estudio.
En agosto de 2014, la Academia de Artes y Ciencias de Hollywood informó de la concesión a Miyazaki del Óscar honorífico como reconocimiento a toda su trayectoria. Este premio le fue entregado en la ceremonia de los Óscar en enero de 2015. El 8 de septiembre de 2023, el Festival de Cine de Donostia le otorga el Premio Donostia en reconocimiento a su trayectoria profesional.

## Primeros años
Miyazaki nació en Bunkyō, Tokio, como el segundo de los cuatro hijos de Katsuji (1915–1993) y Yoshiko Miyazaki (1912-1983). Sus hermanos son Arita (nacida en julio de 1939), Yutaka (nacido en enero de 1944) y Shirō. Su padre era el director de Miyazaki Airplane, que construía timones para los aviones de combate A6M Zero durante la Segunda Guerra Mundial. Durante la guerra, cuando Miyazaki tenía solo 3 años, su familia fue evacuada a Utsunomiya y después del bombardeo de Utsunomiya a Kanuma, en la Prefectura de Tochigi, donde se encontraba la fábrica de Miyazaki Airplane. Miyazaki ha dicho que su familia era adinerada y podía vivir con comodidades durante la guerra debido al trabajo de su padre y de su tío en la industria de la guerra, pero también habla sobre cómo los bombardeos nocturnos en Utsunomiya, cuando tenía 4 años y medio, le dejaron una gran impresión. En su conferencia del 22 de mayo de 1998 en el festival de cine de Nagoya, recordó la retirada de su familia de la ciudad en llamas, sin proveer transporte a la gente en necesidad, y cómo el fuego coloreó el cielo nocturno mientras él miraba hacia la ciudad mientras huía con su familia a una distancia segura.
En 1947, Miyazaki inició sus estudios en la primaria Utsunomiya City, donde hizo del primer al tercer grado antes de que su familia se mudara de vuelta a Suginami-ku, donde completó el cuarto grado en la primaria Omiya. Para el quinto año, asistió a la nueva primaria de Eifuku. Se graduó de Eifuku y asistió a la secundaria Omiya. Durante esa época, su madre Yoshiko enfermó de tuberculosis espinal y permaneció en cama de 1947 a 1955, y finalmente murió en julio de 1980, a la edad de 71 años. Pasó los primeros años en el hospital, pero luego pudieron atenderla en casa. Miyazaki deseaba ser un autor de manga desde una temprana edad. Leía las historias ilustradas en las revistas de niños y reconoció la influencia de los artistas del medio, como Tetsuji Fukushima, Soji Yamakawa y Osamu Tezuka. Como resultado de la influencia de Tezuka, Miyazaki destruyó mucho de su arte temprano, creyendo que era una «mala forma» de copiar el estilo de Tezuka, porque estaba ocultando su desarrollo como artista.
Después de graduarse de la secundaria Omiya, Miyazaki inició sus estudios en la preparatoria Toyotama. Durante su tercer año, el interés de Miyazaki por la animación despertó con El cuento de la serpiente blanca. Se «enamoró» de la heroína de la película y dejó una gran impresión en él. Su interés empezó realmente cuando inició sus estudios en la preparatoria. Estaba determinado a convertirse en algún tipo de artista. Sus intereses principales eran el anime y el manga, cuando empezaban a ser conocidos. Para llegar a ser un animador con estilo independiente, tuvo que aprender a dibujar la figura humana. Después de graduarse de Toyotama, Miyazaki asistió a la Universidad de Gakushuin y era miembro del «Club de investigación sobre literatura infantil», lo «más cercano a un club de cómics de hoy». Se graduó en Gakushuin en 1963 en ciencias políticas y en economía.
Desde joven supo que se dedicaría al negocio de su padre. Cursó estudios de ciencias económicas, sin embargo, en los años 1960 comenzó a trabajar en Toei con el cargo de intercalador (encargado de dibujos entre movimientos). Con el tiempo se convirtió en jefe del estudio, donde conoció a Isao Takahata, gran amigo que luego sería colega en el Studio Ghibli. Inició su carrera como animador en 1963, cuando se unió a Toei Animation; ahí trabajó como artista de Tweening en Gulliver's Travels Beyond the Moon, donde moldeó algunas ideas que más tarde se convertirían en el final de la película. Fue ganando más responsabilidades en sus primeros años de trabajo, lo que le llevó a colaborar con Isao Takahata en los anime Heidi, Marco y Ana de las Tejas Verdes para el estudio Zuiyô Enterprise, que más tarde se convertiría en Nippon Animation, en los setenta. En 1978 dirigió su primera serie, Conan el niño del futuro, y en 1979 su primera película, Lupin III: El castillo de Cagliostro, única no considerada del Studio Ghibli.
Después de crear la película de Lupin, Miyazaki fue desarrollando un anime en su propio estudio. En 1982 el manga Kaze no Tani no Naushika (Nausicaä del Valle del Viento) apareció por primera vez en la revista Animage como fruto de una de esas ideas. Este trabajo da un fuerte impulso a su carrera, al mostrar un estilo diferente, pasando del cómic infantil al imperante en la época. Anteriormente solo había publicado un par de mangas, entre ellos Shuna no taby. Mientras se desempeñó de manera independiente, se dedicó a trabajar en un manga, que tuvo muy buena acogida por parte de los lectores y se le ofreció la oportunidad de hacer una versión animada de Nausicaä. Este ofrecimiento le dio por fin la oportunidad de realizar su ansiado proyecto de creación de un estudio. En 1984, vino Nausicaä del Valle del Viento. En la primera mitad de los años 1980 dirigió algunos episodios de la serie animada Sherlock Holmes y en 1985, junto a Isao Takahata, abre su propio estudio de animación: Studio Ghibli, donde siguió produciendo películas.

## Carrera

### Primeros trabajos y Toei Animation
En abril de 1963, Miyazaki consiguió un trabajo en Toei Animation como artista de Tweening en el anime teatral Watchdog Bow Bow (Wanwan Chushingura) y en el anime de televisión, Wolf Boy Ken. Fue líder en un conflicto laboral, que sucedió poco después de su llegada a la compañía, y se convirtió en jefe secretario del sindicato laboral de Toei en 1964. Fue reconocido por primera vez, mientras trabajaba como artista de Tweening en la producción de Toei Gulliver’s Travels Beyond the Moon (Garibā no Uchuu Ryokō) en 1965. Le pareció que el final original del guion no era satisfactorio, y desarrolló su propia idea, la cual se volvió el final usado en la película terminada.
En 1968, jugó un rol importante como animador en jefe, artista conceptual y diseñador de escenas en Las aventuras de Horus, Príncipe del Sol, una película de animación icónica. Durante el proceso colaborativo adoptado para el proyecto, tuvo la oportunidad de compartir sus ideas y de trabajar de cerca con su mentor, el director de animación Yasuo Ōtsuka, cuyo enfoque innovador hacia la animación dejó un gran impacto en su trabajo. La película fue dirigida por Isao Takahata, con quien continuó colaborando durante su carrera. En El Gato con Botas (1969), Miyazaki nuevamente tuvo participación clave en la animación, así como en diseños, guiones gráficos e ideas para la historia, incluida la cinemática escena de persecución. También ilustró el manga, como un producto licenciado promocional, para la producción de El Gato con Botas. Toei Animation produjo dos secuelas a partir de esta película, durante la década de 1970, y el personaje terminaría siendo la mascota del estudio, pero Miyazaki no estuvo involucrado en ninguna de las secuelas. Poco tiempo después, propuso escenas en el guion para Flying Phantom Ship, en la cual tanques militares descienden a la ciudad de Tokio causando histeria, y fue contratado para el guion y animación de esas escenas. Miyazaki desempeñó un papel crucial en el desarrollo de la estructura, la creación de los personajes y el diseño para la adaptación Animal Treasure Island, de Hiroshi Ikeda, y en la adaptación de Ali Baba and the Forty Thieves, de Hiroshi Shidara. Miyazaki además ayudó con el storyboard y la animación de escenas en ambas películas, además hizo el manga promocional de Animal Treasure Island.
Miyazaki dejó Toei para irse a A Pro en agosto de 1971, donde codirigió 14 episodios de la primera serie, Lupin III, de Isao Takahata. Ese año los dos además empezaron a preproducir una serie de Pippi Långstrump y dibujaron storyboards extensos para la serie. Sin embargo, después de viajar a Suecia para investigar para la realización de la película y conocer a la autora original, Astrid Lindgren, no se les concedió el permiso para completar el proyecto, y fue cancelada. En 1972 y 1973, Miyazaki creó, escribió, diseñó y animó dos cortos de Panda! Go, Panda!, dirigidos por Takahata.
Después de que se mudaran a Zuiyo Eizo, en 1974, trabajó como animador en World Masterpiece Theater con Takahata, la cual incluía su adaptación de la primera parte de la novela de Johanna Spyri, Heidi, a la serie televisiva de animación, Heidi. La compañía continuó como Nippon Animation en 1975. Miyazaki también dirigió la serie Conan, el niño del futuro (1978), una adaptación de la novela infantil de Alexander Key, The Incredible Tide.

## Estilo e influencia
Miyazaki rechaza los guiones tradicionales en sus producciones, en lugar de desarrollar la narrativa de la película mientras diseña los guiones gráficos. «Nunca sabemos a dónde irá la historia, pero seguimos trabajando en la película a medida que se desarrolla», dijo. En cada una de sus películas, Miyazaki ha empleado métodos de animación tradicionales, dibujando cada cuadro a mano; Las imágenes generadas por computadora se han empleado en varias de sus películas posteriores, comenzando con la princesa Mononoke, para «enriquecer el aspecto visual», aunque se asegura que cada película pueda «retener la proporción correcta entre trabajar con la mano y la computadora y todavía puedo llamar a mis películas 2D». Él supervisa cada cuadro de sus películas.
Miyazaki ha citado a varios artistas japoneses como sus influencias, incluidos Sanpei Shirato, Osamu Tezuka, Soji Yamakawa, e Isao Takahata, en diversas entrevistas también ha nombrado a Akira Kurosawa como uno de los realizadores más influyentes que ha tenido en su carrera. Varios autores occidentales también han influido en sus obras, incluyendo Frédéric Back, Lewis Carroll, Roald Dahl, Jean Giraud, Paul Grimault, Úrsula K. Le Guin, y Yuri Norstein, así como el estudio de animación Aardman Animations (específicamente las obras de Nick Park). Las obras específicas que han influido en Miyazaki incluyen Animal Farm (1945), The Snow Queen (1957), y El rey y el ruiseñor (1980). Al animar a los niños pequeños, Miyazaki a menudo se inspira en los hijos de sus amigos, así como en los recuerdos de su propia infancia. 
Miyazaki ha sido citado con fuente de inspiración para numerosos animadores, directores y escritores de todo el mundo, incluidos Guillermo del Toro, Pete Docter, Glen Keane, John Lasseter, James Cameron, Steven Spielberg, Wes Anderson, Mamoru Hosoda, Makoto Shinkai, Henry Selick, Travis Knight, Dean DeBlois, Jennifer Lee, y Nick Park. Keane dijo que Miyazaki es una «gran influencia» en Walt Disney Animation Studios y ha sido «parte de nuestra herencia» desde The Rescuers Down Under (1990). Los artistas de Pixar y Aardman Studios firmaron un homenaje diciendo: «¡Eres nuestra inspiración, Miyazaki-san!». También ha sido citado como inspiración para los diseñadores de videojuegos, incluidos Shigeru Miyamoto y Hironobu Sakaguchi, así como el Avatar: The Last Airbender, y el videojuego Ori and the Blind Forest (2015).
Miyazaki reconoció valores izquierdistas en sus películas, citando su influencia y aprecio por el comunismo tal y como lo definió Karl Marx, pero criticó el sistema político de la Unión Soviética. Las obras de Miyazaki se caracterizan por la recurrencia de temas como el feminismo, el ecologismo, el pacifismo, el amor y la familia. Sus narraciones también destacan por no enfrentar a un héroe con un antagonista antipático.

## Opiniones
En 2003, Miyazaki se negó a asistir a la 75.ª edición de los Premios Óscar en protesta por la invasión estadounidense de Irak, y más tarde declaró que «no quería visitar un país que estaba bombardeando Irak».
En 2013, Miyazaki criticó las políticas del primer ministro japonés Shinzo Abe y la propuesta de enmienda constitucional que permitiría a Abe revisar la cláusula que proscribe la guerra como medio para resolver disputas internacionales. Miyazaki consideró que Abe deseaba «dejar su nombre en la historia como un gran hombre que revisó la Constitución y su interpretación», describiéndolo como «despreciable».
En 2015, Miyazaki desaprobó la negación por parte de Abe de la agresión militar del Imperio del Japón, afirmando que Japón «debería decir claramente que infligió un enorme daño a China y expresar su profundo remordimiento por ello». En su opinión, el gobierno debería ofrecer una «disculpa adecuada» a las mujeres de solaz coreanas que fueron obligadas a servir al ejército imperial japonés durante la Segunda Guerra Mundial. Tras el estreno de El viento se levanta en 2013, algunos críticos en Internet tacharon a Miyazaki de «traidor» y «antijaponés», y describieron la película como excesivamente «izquierdista».
En 2022, Miyazaki ha expresado una opinión muy crítica sobre el uso de la inteligencia artificial (IA) en el arte, particularmente en la animación. Considera que la IA carece de la capacidad de capturar la esencia humana y emocional que él valora profundamente en la creación artística, llegando a calificar su uso como «un insulto a la vida misma». Estas declaraciones recobrarían relevancia en marzo de 2025, al popularizarse el hecho de que OpenAI posee herramientas que permiten replicar el estilo del artista, haciendo que las redes sociales se inundaran de imágenes históricas y memes como si fueran retratadas por el propio Miyazaki.

## Obra
La mayor parte de su obra incluye mensajes antibélicos o aborda temas complejos como el ser humano y la naturaleza, el progreso, la muerte, el individualismo y la responsabilidad, lo que le ha valido el reconocimiento de expertos, cineastas y muchos de sus seguidores, el público de Occidente y los especialistas.
Nausicaä del valle del viento es considerada la primera película del Studio Ghibli. Supuso su primer gran éxito en Japón y la creación de dicho estudio.
La princesa Mononoke le representó un gran reconocimiento internacional, debido a que fue una de las primeras películas de su estudio que se lanzaba al mundo. Obras anteriores a esta, como Mi vecino Totoro, Majo no Takkyūbin o Porco Rosso, alcanzaron cierto interés internacional.
El viaje de Chihiro recibió el Oso de Oro en la Berlinale 2002, el Óscar a la mejor cinta animada en 2002 y el reconocimiento a su trayectoria en el Festival Internacional de Cine de Venecia.
El castillo ambulante fue nominada al Óscar 2005 como mejor película animada. En 2013, con El viento se levanta obtuvo otra nominación a los Premios Óscar en la misma categoría.
El chico y la garza fue aclamada por la crítica internacional y ganó el Óscar a la mejor película de animación en 2024, también el BAFTA y el Globo de Oro en la misma categoría. En los premios Globos de Oro también fue nominada a la mejor banda sonora. Fue una de las 10 películas más destacadas del año 2023 según el National Board of Review.

### TV
Dirigió:
- Lupin III - (ルパン三世 Rupan sansei), 1968 (14 episodios)
- Conan, el niño del futuro - (未来少年コナン Mirai Shōnen Konan), 1978
- Sherlock Holmes - (名探偵ホームズ Meitantei Hōmuzu), 1984 (algunos episodios)

Como diseñador y animación:
- Los Moomin - (楽しいムーミン一家 Tanoshii Mūmin Ikka), 1969 (animación principal en el primer episodio)
- El secreto de Akko (ひみつのアッコちゃん Himitsu no Akko-chan), 1969 (animación principal en algunos episodios)
- Heidi - (アルプスの少女ハイジ Arupusu no Shōjo Haiji), 1974 (diseño y continuidad)
- El perro de Flandes - (フランダースの犬 Furandâsu no inu), 1975 (animación)
- Marco - (母をたずねて三千里 Haha wo tazunete sanzenri), 1976 (diseño y continuidad)
- Ana de las Tejas Verdes - (赤毛のアン Akage no an, «Ana del cabello rojo»), 1979 (diseño)
- Rascal, el mapache - (あらいぐまラスカル Araiguma Rascal), 1977 (animación principal en 20 episodios)

### Filmografía
- Primer año estilo ninja Fujimaru-(藤丸忍者流一 年生₮ Shonen Ninja Kaze no Fujimaru), 1964
- Lupin III- (ルパン三世 Rupan sansei), 1971
- Lupin III: El castillo de Cagliostro - (ルパン三世カリオストロの城 Rupan sansei: Kariosutoro no shiro), 1979
- Ana de las tejas verdes-(赤毛のアン Akage no an), 1979 (Escenarios de los capítulos 1 a 17)
- Nausicaä del Valle del Viento - (風の谷のナウシカ Kaze no tani no Naushika), 1984
- El castillo en el cielo - (天空の城ラピュタ Tenkū no shiro Rapyuta), 1986
- Mi vecino Totoro - (となりのトトロ Tonari no Tótoro), 1988
- Majo no Takkyūbin - (魔女の宅急便 Majo no takkyūbin), 1989 (En Hispanoamérica: Kiki: Entregas a domicilio; en Argentina: El delivery de Kiki, en España: Nicky, la aprendiz de bruja)
- Porco Rosso - (紅の豚 Kurenai no buta), 1992
- La princesa Mononoke - (もののけ姫 Mononoke Hime), 1997
- El viaje de Chihiro - (千と千尋の神隠し Sen to Chihiro no kamikakushi), 2001
- Howl no Ugoku Shiro - (ハウルの動く城 Hauru no ugoku shiro), 2004 (En Hispanoamérica: El increíble castillo vagabundo; en España: El castillo ambulante)
- Gake no ue no Ponyo - (崖の上のポニョ Gake no ue no Ponyo), 2008 (En Hispanoamérica: Ponyo y el secreto de la sirenita; en España: Ponyo en el acantilado)
- Kaze Tachinu - (風立ちぬ Kaze Tachinu), 2013 (En Hispanoamérica: Se levanta el viento; en España: El viento se levanta)
- El chico y la garza - (きみたちはどういきるか Kimitachi wa Dō Ikiru ka), 2023

Como guionista o productor:
- Las aventuras de Horus, Príncipe del Sol - (太陽の王子 ホルスの大冒険 Taiyō no Ōji: Horusu no Daibōken), 1968 (productor, director de animación, diseñador gráfico)
- El Gato con Botas - (長靴をはいた猫 Nagagutsu o Haita Neko), 1969 (productor ejecutivo, diseñador gráfico)
- Panda Go Panda - (パンダ・コパンダ Panda Kopanda), 1972 (guionista)
- Recuerdos del ayer - (おもひでぽろぽろ Omohide Poro Poro), 1991 (productor)
- Pompoko - (平成狸合戦ぽんぽこ Heisei Tanuki Gassen Pompoko), 1994 (productor)
- Susurros del corazón - (耳をすませば Mimi wo sumaseba), 1995 (guionista, productor y productor ejecutivo)
- Neko no Ongaeshi - (猫の恩返し Neko no ongaeshi), 2002 (guionista)
- Karigurashi no Arriety - (借りぐらしのアリエッティ Karigurashi no Arrietty), 2010 (guionista)
- La colina de las amapolas - (コクリコ坂から Kokuriko-zaka kara), 2011 (guionista)

## Premios y nominaciones
Premios Óscar
| Año  | Categoría                   | Trabajo nominado    | Resultado |
| ---- | --------------------------- | ------------------- | --------- |
| 2003 | Mejor película de animación | El viaje de Chihiro | Ganador   |
| 2006 | Mejor película de animación | Howl no Ugoku Shiro | Nominado  |
| 2014 | Mejor película de animación | Kaze Tachinu        | Nominado  |
| 2014 | Óscar honorífico            | Él mismo            | Ganador   |
| 2024 | Mejor película de animación | El chico y la garza | Ganador   |

Premios Globo de Oro
| Año  | Categoría                           | Trabajo nominado    | Resultado |
| ---- | ----------------------------------- | ------------------- | --------- |
| 2024 | Globo de Oro mejor película animada | El chico y la garza | Ganador   |

Premios BAFTA
| Año  | Categoría                          | Trabajo nominado    | Resultado |
| ---- | ---------------------------------- | ------------------- | --------- |
| 2003 | Mejor película de habla no inglesa | El viaje de Chihiro | Nominado  |
| 2023 | Mejor película de animación        | El chico y la garza | Ganador   |

Premios César
| Año  | Categoría                 | Trabajo nominado    | Resultado |
| ---- | ------------------------- | ------------------- | --------- |
| 2002 | Mejor película extranjera | El viaje de Chihiro | Nominado  |

Premios de la Academia Japonesa
| Año  | Categoría                   | Trabajo nominado     | Resultado |
| ---- | --------------------------- | -------------------- | --------- |
| 1998 | Mejor película              | La princesa Mononoke | Ganador   |
| 2001 | Mejor película              | El viaje de Chihiro  | Ganador   |
| 2008 | Mejor película de animación | Gake no ue no Ponyo  | Ganador   |
| 2013 | Mejor película de animación | Kaze Tachinu         | Ganador   |
| 2024 | Mejor película de animación | El chico y la garza  | Ganador   |

Premios de la Crítica Cinematográfica
| Año  | Categoría                   | Trabajo nominado    | Resultado |
| ---- | --------------------------- | ------------------- | --------- |
| 2002 | Mejor película de animación | El viaje de Chihiro | Ganador   |
| 2005 | Mejor película de animación | Howl no Ugoku Shiro | Nominado  |
| 2013 | Mejor película de animación | Kaze Tachinu        | Nominado  |
| 2023 | Mejor película de animación | El chico y la garza | Nominado  |

Premios Saturn
| Año  | Categoría                   | Trabajo nominado    | Resultado |
| ---- | --------------------------- | ------------------- | --------- |
| 2002 | Mejor película de animación | El viaje de Chihiro | Ganador   |
| 2002 | Mejor guion cinematográfico | El viaje de Chihiro | Nominado  |
| 2005 | Mejor película de animación | Howl no Ugoku Shiro | Nominado  |
| 2014 | Mejor película de animación | Kaze Tachinu        | Nominado  |

Premios Satellite
| Año  | Categoría                   | Trabajo nominado     | Resultado |
| ---- | --------------------------- | -------------------- | --------- |
| 1999 | Mejor película de animación | La princesa Mononoke | Nominado  |
| 2002 | Mejor película de animación | El viaje de Chihiro  | Ganador   |
| 2005 | Mejor película de animación | Howl no Ugoku Shiro  | Nominado  |
| 2013 | Mejor película de animación | Kaze Tachinu         | Ganador   |
| 2023 | Mejor película de animación | El chico y la garza  | Ganador   |

Premios Annie
| Año  | Categoría                   | Trabajo nominado          | Resultado |
| ---- | --------------------------- | ------------------------- | --------- |
| 1998 | Premio Winsor MacCay        | Él mismo                  | Ganador   |
| 2002 | Mejor película de animación | El viaje de Chihiro       | Ganador   |
| 2002 | Mejor director              | El viaje de Chihiro       | Ganador   |
| 2002 | Mejor guion                 | El viaje de Chihiro       | Ganador   |
| 2005 | Mejor película de animación | Howl no Ugoku Shiro       | Nominado  |
| 2005 | Mejor director              | Howl no Ugoku Shiro       | Nominado  |
| 2009 | Mejor director              | Gake no ue no Ponyo       | Nominado  |
| 2012 | Mejor guion                 | La colina de las amapolas | Nominado  |
| 2013 | Mejor película de animación | Kaze Tachinu              | Nominado  |
| 2013 | Mejor guion                 | Kaze Tachinu              | Ganador   |
| 2024 | Mejor película de animación | El chico y la garza       | Nominado  |
| 2024 | Mejor guion                 | El chico y la garza       | Nominado  |
| 2024 | Mejor director              | El chico y la garza       | Nominado  |
| 2024 | Mejor Storyboard            | El chico y la garza       | Ganador   |

Festival Internacional de Cine de Berlín
| Año  | Categoría                                  | Trabajo nominado    | Resultado |
| ---- | ------------------------------------------ | ------------------- | --------- |
| 2002 | Oso de Oro a la mejor película de festival | El viaje de Chihiro | Ganador   |

Festival Internacional de Cine de Venecia
| Año  | Categoría                                            | Trabajo nominado    | Resultado |
| ---- | ---------------------------------------------------- | ------------------- | --------- |
| 2005 | León de Oro a la trayectoria                         | -                   | Ganador   |
| 2008 | Premio Future Film Festival Digital-Mención especial | Gake no ue no Ponyo | Ganador   |
| 2008 | Premio Mimmo Rotella                                 | Gake no ue no Ponyo | Ganador   |

Festival de Cine Mainichi
| Año  | Categoría                                | Trabajo nominado                      | Resultado |
| ---- | ---------------------------------------- | ------------------------------------- | --------- |
| 1979 | Premio Ōfuji Noburō a la mejor animación | El castillo de Cagliostro             | Ganador   |
| 1984 | Premio Ōfuji Noburō a la mejor animación | Nausicaä del Valle del Viento         | Ganador   |
| 1988 | Mejor película                           | Majo no Takkyūbin                     | Ganador   |
| 1988 | Mejor película de animación              | Majo no Takkyūbin                     | Ganador   |
| 1988 | Premio Ōfuji Noburō a la mejor animación | Mi vecino Totoro                      | Ganador   |
| 1992 | Mejor película de animación              | Porco Rosso                           | Ganador   |
| 1997 | Mejor película                           | La princesa Mononoke                  | Ganador   |
| 1997 | Mejor película de animación              | La princesa Mononoke                  | Ganador   |
| 2001 | Mejor película                           | El viaje de Chihiro                   | Ganador   |
| 2001 | Mejor director                           | El viaje de Chihiro                   | Ganador   |
| 2001 | Mejor película de animación              | El viaje de Chihiro                   | Ganador   |
| 2001 | Premio Ōfuji Noburō a la mejor animación | Kujira Tori (corto animado de 16 min) | Ganador   |
| 2008 | Premio Ōfuji Noburō a la mejor animación | Gake no ue no Ponyo                   | Ganador   |